# Athole Shearer
Athole Dane Shearer Hawks (20 de noviembre de 1900 – 17 de marzo de 1985) fue una actriz y socialité canadiense-estadounidense, quién fue la hermana de la estrella de cine Norma Shearer y del ingeniero de sonido de la MGM Douglas Shearer.

## Primeros años
Athole Dane Shearer nació en 1900 en Montreal, Quebec. Sus padres se divorciaron cuando ella era adolescente, su hermano Douglas se quedó con su padre Andrew en Canadá, y ella y su hermana Norma se trasladaron a la ciudad de Nueva York con su madre Edith. Ésta esperaba que sus hijas entraran en el mundo del espectáculo.

## Carrera cinematográfica
En 1920, las hermanas aparecieron como extras y en pequeños papeles en producciones rodadas en Nueva York, Nueva Jersey y Florida, pero Edith se trasladó con ellas a California con la intención de conseguir contratos con uno de los estudios de Hollywood.
Las apariciones de Shearer en producciones del este de Estados Unidos consistieron únicamente en pequeños papeles no acreditados en tres películas, la primera de ellas como colegiala en The Flapper, una comedia muda estrenada por Selznick Pictures Corporation. En California, la carrera como actriz de Athole llegó prácticamente a su fin, sin alcanzar nunca el éxito experimentado por Norma en la Metro-Goldwyn-Mayer.

## Trastorno bipolar
Un factor que contribuyó al limitado trabajo de Shearer en el cine fueron sus persistentes problemas médicos, sobre todo su larga lucha contra el trastorno bipolar, que probablemente también padecía su padre. Su estado y los problemas personales asociados a la enfermedad resultaron perjudiciales para su carrera cinematográfica. Al final, Shearer pasó muchos años en instituciones psiquiátricas hasta que se le diagnosticó el trastorno.[cita requerida]

## Vida personal
En 1923, Shearer se casó con John Ward, con quien tuvo un hijo, Peter. La pareja se divorció en 1928; y el 30 de mayo de ese año se casó de nuevo, esta vez con el director de cine Howard Hawks, con quien tuvo dos hijos más: David, nacido en 1929, y Barbara, nacida en 1935. Hawks y ella se divorciaron en 1940, al parecer debido a la aventura de Hawks con Nancy "Slim" Gross, de la alta sociedad neoyorquina y hollywoodiense, con quien se casó más tarde.[cita requerida]

## Muerte
Shearer murió en 1985 en Los Ángeles, y fue enterrada en el Forest Lawn Memorial Park Cemetery de Glendale, California.

## Filmografía
- The Flapper (1920)
- Way Down East (1920)
- The Restless Sex (1920)